# Suna (Verbania)
Suna  è una frazione del comune di Verbania nella provincia del Verbano-Cusio-Ossola.

## Geografia fisica
La frazione sorge sul golfo Borromeo e si estende fino alle pendici del Monterosso.

## Storia
Nella frazione sono stati rinvenuti selci lavorati presumibilmente nell'età del bronzo e reperti come anfore e monete in necropoli databili dalla fine dell’età repubblicana alla tarda età imperiale .
Durante il medioevo, gli statuti delle comunità di Intra e Pallanza, assegnavano a Suna il titolo di capoluogo del decanato di Madonna di Campagna, luogo dove sorge l'omonima chiesa di Madonna di Campagna, da sempre contesa con Pallanza. Il decanato comprendeva tutto il territorio del Monterosso e della Val Grande con importanti paesi come: Bieno, Cavandone, Santino, Rovegro, Cossogno e Ungiasca. Nel XV secolo il decanato fu infeudato alla nobile famiglia dei marchesi Moriggia.
Suna è rimasta un comune autonomo fino al 1927, anno in cui venne inglobata in quello di Pallanza.

## Monumenti e luoghi d'interesse

### Architetture religiose

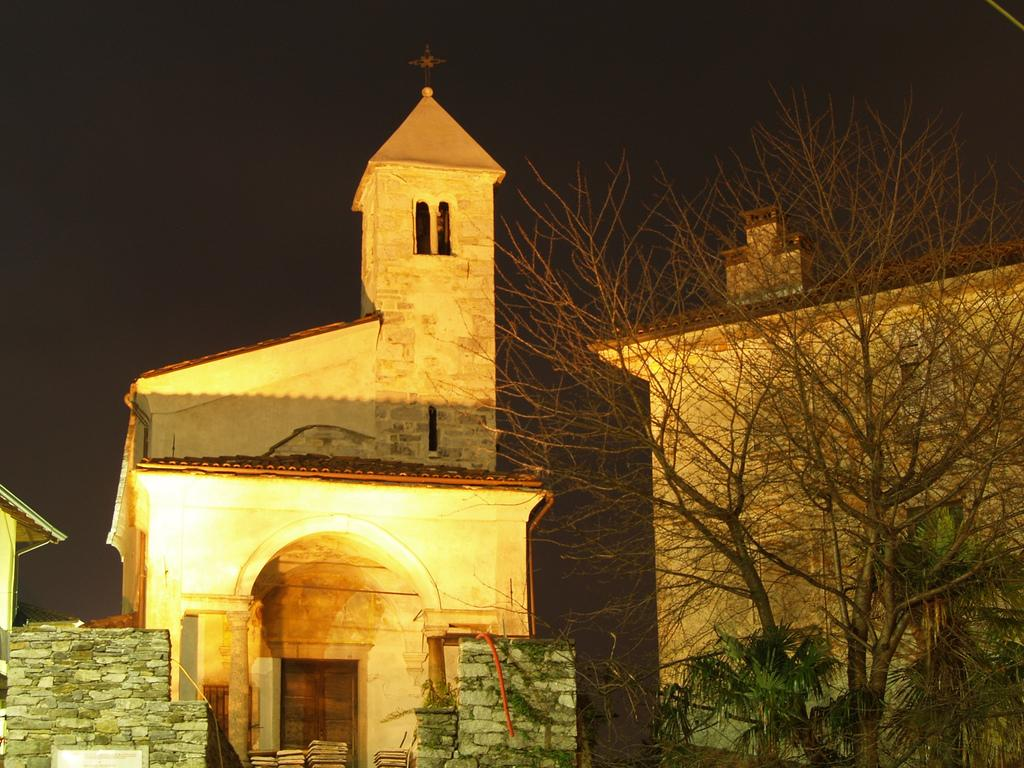
Oratorio dei S.S. Fabiano e Sebastiano di Suna

- Chiesa dei SS. Fabiano e Sebastiano: Situata di fronte al lungolago di Suna, risale al XII secolo e ristrutturata ed ampliata nel XVII e XVIII secolo aggiungendo tra l'altro il portico e la scalinata che sale dal lago fino alla chiesa.

- Chiesa di Santa Lucia: Situata sul lungolago di Suna, risale al XVI secolo. Conserva all'interno 8 tondi dipinti in olio su tela realizzati da Mario Tozzi e situati sulla volta. I quattro tondi, realizzati tra il 1923 e il 1924, sono dedicati a santa Lucia da Siracusa e ad episodi della sua vita, a Sant'Andrea Avellino, a san Francesco d'Assisi ed a San Mauro. Santa Lucia è la patrona di Suna e protettrice degli scalpellini.

## Eventi
La Pesciolata di Suna è un evento enogastronomico tradizionale che si tiene ogni anno sul lungolago di Suna, a Verbania, organizzata dall'associazione Sunalegar.
La Pesciolata è dedicata alla cucina tipica del lago, offrendo piatti a base di pesce di lago, come le alborelle fritte e i misti di pesce, accompagnati da bevande locali. L'evento attira numerosi visitatori, non solo per l'offerta culinaria, ma anche per il clima festoso, arricchito da spettacoli di musica dal vivo, DJ set e altre attività di intrattenimento.
Oltre a valorizzare le tradizioni culinarie del territorio, la Pesciolata promuove la socialità e l'aggregazione della comunità locale, rappresentando un appuntamento imperdibile per residenti e turisti.
L'evento si svolge nei mesi estivi, solitamente a giugno, contribuendo alla vivacità culturale e turistica del borgo di Suna e di Verbania.